# استیسی (مینه‌سوتا)
استیسی، مینه‌سوتا (به انگلیسی: Stacy, Minnesota) یک شهر در ایالات متحده آمریکا است که در شهرستان چیساکو، مینه‌سوتا واقع شده‌است.

## خصوصیات
استیسی ۹٫۲۷ کیلومترمربع مساحت و ۱٬۴۵۶ نفر جمعیت دارد و ۲۷۴ متر بالاتر از سطح دریا واقع شده‌است.